# Alyzée Costes
Alyzée Costes (*  9. August 1994 in Rennes) ist eine französische Theater- und Filmschauspielerin.

## Leben
Alyzée Costes studierte von 2010 bis 2012 Schauspiel an der École Claude Mathieu und von 2012 bis 2013 an der Ecole d'Art Dramatique Jean Périmony in Paris.
2012 hatte sie am Théâtre des Mathurins ihren ersten Bühnenauftritt in einer Inszenierung von Dernier coup de ciseaux durch Sébastien Azzopardi. Seit dieser Zeit hatte sie diverse Auftritte mit Azzopardis Compagnie.
2015 inszenierten Jean Philippe Evariste und Philippe Ivancic am Palais Royal die Bühnenbearbeitung von John Steinbecks Von Mäusen und Menschen mit Alyzée Costas in der weiblichen Hauptrolle, die Inszenierung erhielt eine Molière-Nominierung.
2017 hatte sie im Théâtre de la Renaissance eine Hauptrolle in Azzopardis Stück La dame blanche.
Ihre Filmkarriere begann gleichzeitig mit ihren Auftritten am Theater. Außer in einigen Kurzfilmen zwischen 2012 und 2015 spielte sie ab 2013  Nebenrollen in französischen Fernsehserien. Ihre erste Hauptrolle hatte sie in der Krimiserie Die schwarzen Schmetterlinge an der Seite von Niels Arestrup.